# Liste von Sakralbauten in Selfkant

Selfkant im Kreis Heinsberg

Die Liste von Sakralbauten in Selfkant nennt Kirchen, Kapellen und sonstige Sakralbauten in Selfkant, Kreis Heinsberg.

## Liste
| Bezeichnung                      | Ortsteil       | Glaubensgemeinschaft                     | Bauzeit      | Anmerkungen | Bild | Geokoordinaten              |
| -------------------------------- | -------------- | ---------------------------------------- | ------------ | --- | ---- | --------------------------- |
| Kapelle Maria Empfängnis         | Großwehrhagen  | rk.                                      | 1842         | Denkmal Nr. 42 Gemeinde Selfkant. 1882/83 wurde ein Neubau errichtet. |      | 51° 1′ 16″ N, 5° 57′ 14″ O  |
| St. Gertrud                      | Havert         | rk.                                      | 1864         | Denkmal Nr. 6 Gemeinde Selfkant. Sprengung des Turms 1944 mit starker Beschädigung der Kirche, Wiederaufbau bis 1949, Umbau 1966 |      | 51° 2′ 14″ N, 5° 54′ 35″ O  |
| Marienkapelle                    | Heilder        | rk. (Pfarrgemeinde St. Lucia Saeffelen)  | 1951         | |      | 51° 1′ 48″ N, 5° 56′ 28″ O  |
| St. Michael                      | Hillensberg    | rk.                                      | 1713         | Denkmal Nr. 10 Gemeinde Selfkant. Die Kirche geht zurück auf eine Saalkirche aus dem 10./11. Jh. Seitdem zahlreiche Erweiterungs- und Umbaumaßnahmen. |      | 50° 58′ 52″ N, 5° 54′ 52″ O |
| St. Lambertus                    | Höngen         | rk.                                      | 1866 1950/52 | Denkmal Nr. 11 Gemeinde Selfkant. Bereits im 18. Jh. gab es eine Kirche, Neubaumaßnahmen 1833, Abschluss der Arbeiten 1866. Nach Kriegszerstörung 1945 Neubau 1952. |      | 51° 1′ 32″ N, 5° 56′ 21″ O  |
| Heilig-Kreuz-Kapelle             | Höngen         | rk.                                      | 1859         | Denkmal Nr. 49 Gemeinde Selfkant. |      | 51° 1′ 13″ N, 5° 56′ 2″ O   |
| Kapelle Maria unter den Linden   | Höngen         | rk.                                      | 1987/88      | |      | 51° 1′ 40″ N, 5° 55′ 42″ O  |
| Kapelle St. Josef                | Höngen         | rk.                                      | 1926         | |      | 51° 1′ 40″ N, 5° 55′ 27″ O  |
| Kapelle Maria Immaculata         | Isenbruch      | rk. (Pfarrgemeinde St. Gertrud Havert)   | vor 1510     | Denkmal Nr. 8 Gemeinde Selfkant |      | 51° 2′ 28″ N, 5° 53′ 3″ O   |
| Marienkapelle                    | Isenbruch      | rk. (Pfarrgemeinde St. Gertrud Havert)   | 1870, 1995   | |      | 51° 2′ 29″ N, 5° 53′ 4″ O   |
| Königin des Rosenkranzes         | Kleinwehrhagen | rk. (Pfarrgemeinde St. Lambertus Höngen) | 1906         | |      | 51° 1′ 1″ N, 5° 57′ 33″ O   |
| St. Nikolaus                     | Millen         | rk.                                      | 10. Jh.      | Denkmal Nr. 39 Gemeinde Selfkant (gemeinsam mit der Orgel). Erweiterungen über mehrere Jahrhunderte. |      | 51° 1′ 24″ N, 5° 52′ 48″ O  |
| Marienkapelle                    | Millen         | rk.                                      | 16. Jh.      | |      | 51° 1′ 21″ N, 5° 52′ 55″ O  |
| St. Lucia                        | Saeffelen      | rk.                                      | 1510 1849    | Denkmal Nr. 12 Gemeinde Selfkant. Die ursprüngliche Kirche von 1510 war zu klein geworden und konnte nicht mehr erweitert werden. Deshalb erfolgte 1846 ein Neubau an anderer Stelle. Die alte Kirche wurde 1860 abgerissen. Restaurierung nach dem 2. Weltkrieg, Erweiterung 1964/65. |      | 51° 1′ 58″ N, 5° 57′ 35″ O  |
| Marienkapelle                    | Saeffelen      | rk.                                      | 20. Jh.      | |      | 51° 1′ 59″ N, 5° 57′ 43″ O  |
| Kapelle Am Dorfanger             | Saeffelen      | rk.                                      | 20. Jh.      | |      | 51° 1′ 59″ N, 5° 57′ 31″ O  |
| Kapelle an der Grenzstraße       | Saeffelen      | rk.                                      | 20. Jh.      | |      | 51° 1′ 56″ N, 5° 57′ 33″ O  |
| Kapelle an der Lindenstraße      | Saeffelen      | rk.                                      | 20. Jh.      | |      | 51° 1′ 55″ N, 5° 57′ 49″ O  |
|                                  | Schalbruch     | rk. (Pfarrgemeinde St. Gertrud Havert)   | 1861/62      | Denkmal Nr. 7 Gemeinde Selfkant |      | 51° 2′ 57″ N, 5° 54′ 34″ O  |
| St. Peter und Paul               | Schalbruch     | rk.                                      | 1974         | |      | 51° 3′ 5″ N, 5° 54′ 14″ O   |
| Marienkapelle                    | Stein          | rk. (Pfarrgemeinde St. Gertrud Havert)   | 1857         | Modernisierung 1986 |      | 51° 1′ 58″ N, 5° 55′ 21″ O  |
| St. Hubert                       | Süsterseel     | rk.                                      | 1772         | Denkmal Nr. 14 Gemeinde Selfkant. Zahlreiche Um- und Erweiterungsmaßnahmen. |      | 50° 59′ 30″ N, 5° 56′ 44″ O |
| Marienkapelle                    | Süsterseel     | rk. (Herkenrather Kapelle)               | 1883         | Denkmal Nr. 15 Gemeinde Selfkant. |      | 50° 59′ 52″ N, 5° 57′ 32″ O |
| St. Gertrud                      | Tüddern        | rk.                                      | 1500         | Denkmal Nr. 16 Gemeinde Selfkant. Zahlreiche Um- und Erweiterungsbauten. |      | 51° 0′ 41″ N, 5° 54′ 3″ O   |
| Marienkapelle Jungfrau der Armen | Tüddern        | rk.                                      | 1959/60      | |      | 51° 0′ 28″ N, 5° 54′ 36″ O  |
| Marienkapelle                    | Tüddern        | rk.                                      | 1997         | Errichtet von Familie Penners. |      | 51° 0′ 56″ N, 5° 53′ 33″ O  |
| Neuapostolische Kirche           | Tüddern        | Neuapostolische Kirche                   | 1991         | |      | 51° 0′ 50″ N, 5° 54′ 23″ O  |
| St. Severin                      | Wehr           | rk.                                      | 1795         | Denkmal Nr. 43 Gemeinde Selfkant |      | 50° 59′ 52″ N, 5° 55′ 19″ O |
| Muttergotteskapelle              | Wehr           | rk.                                      | 1984         | |      | 51° 0′ 4″ N, 5° 55′ 17″ O   |